# Die kleine Qualle von Hergershausen
Die kleine Qualle von Hergershausen ist ein Naturschutzgebiet in der Gemarkung von Hergershausen im Landkreis Darmstadt-Dieburg, Süd-Hessen. Das Schutzgebiet wurde mit Verordnung vom 13. Dezember 1984 ausgewiesen.

## Lage
Das Feuchtgebiet „Die kleine Qualle von Hergershausen“ liegt im Naturraum Untermainebene – Gersprenzniederung. Das Naturschutzgebiet befindet sich etwa 1,5 Kilometer südwestlich von Hergershausen und einen Kilometer nordöstlich von Münster. Es hat eine Fläche von 27,00 Hektar.

## Schutzzweck
Durch die Unterschutzstellung soll eine Restfläche der in diesem Bereich früher vorkommenden Niederungswiesen mit großer ökologischer Bedeutung erhalten werden. Sie ist als Lebensraum und Nahrungsareal für zahlreiche Vogelarten zu sichern, darunter auch in ihrem Bestand gefährdete Arten wie Großer Brachvogel.

## Die Hergershäuser Wiesen
„Die kleine Qualle“ war 1984 das erste Schutzgebiet in den Hergershäuser Wiesen. Die Flussniederung der Gersprenz war durch Kanalisierung im Jahr 1940, Entwässerung und Grabenvertiefungen in den 1950er Jahren sowie Grundwasserabsenkungen durch Trinkwassergewinnung zunehmend zu einer Ackersteppe degradiert worden. Waren 1970 noch 170 Hektar Wiesenflächen vorhanden, stellten 1984 die 27 Hektar im Gebiet der Kleinen Qualle die letzten verbliebenen Wiesen zwischen Hergershausen und Münster dar.  Dort befand sich der letzte Brutplatz des Großen Brachvogels im Landkreis. Als weitere Brutvögel der Roten Liste werden Wachtelkönig, Kiebitz, Bekassine, Wiesenpieper, Schafstelze, Braunkehlchen und Grauammer genannt. Außerdem suchen zahlreiche Vogelarten das Gebiet zur Futtersuche und als Durchzügler auf.
Südlich angrenzend wurde 1998 das Naturschutzgebiet „Auf dem Sand zwischen Hergershausen und Altheim“ ausgewiesen. Inzwischen ist die Gersprenz im Bereich der Hergershäuser Wiesen renaturiert worden. Seit 2008, novelliert 2016, sind diese beiden Naturschutzgebiete eingebettet in die größeren Natura2000-Gebiete „Untere Gersprenz“ (FFH-Gebiet 6019-303) bzw. „Untere Gersprenzaue“ (EU-Vogelschutzgebiet 6119-401), Teilfläche Hergershausen.

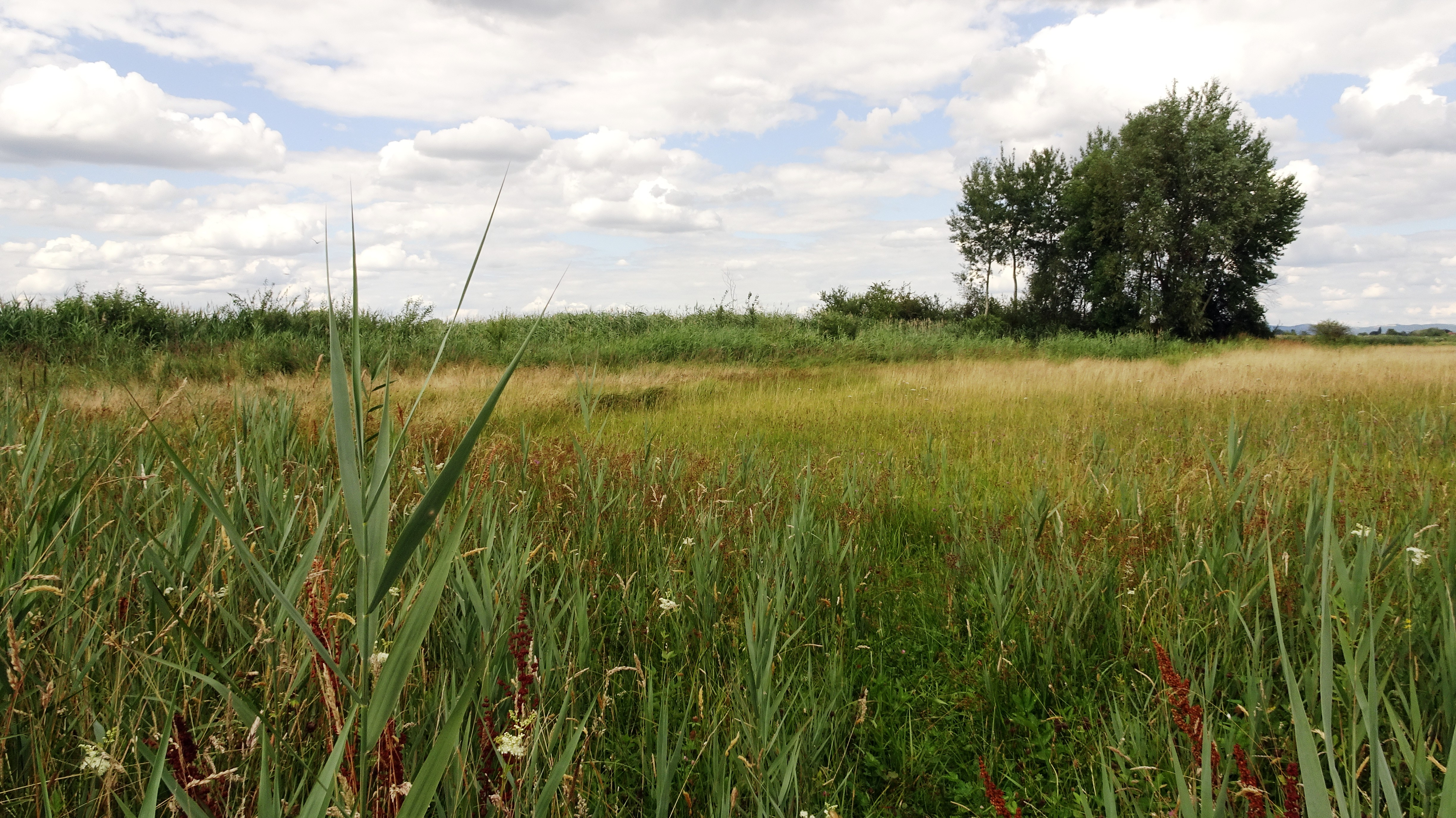
Wiesen im NSG „Die kleine Qualle“ (2020)
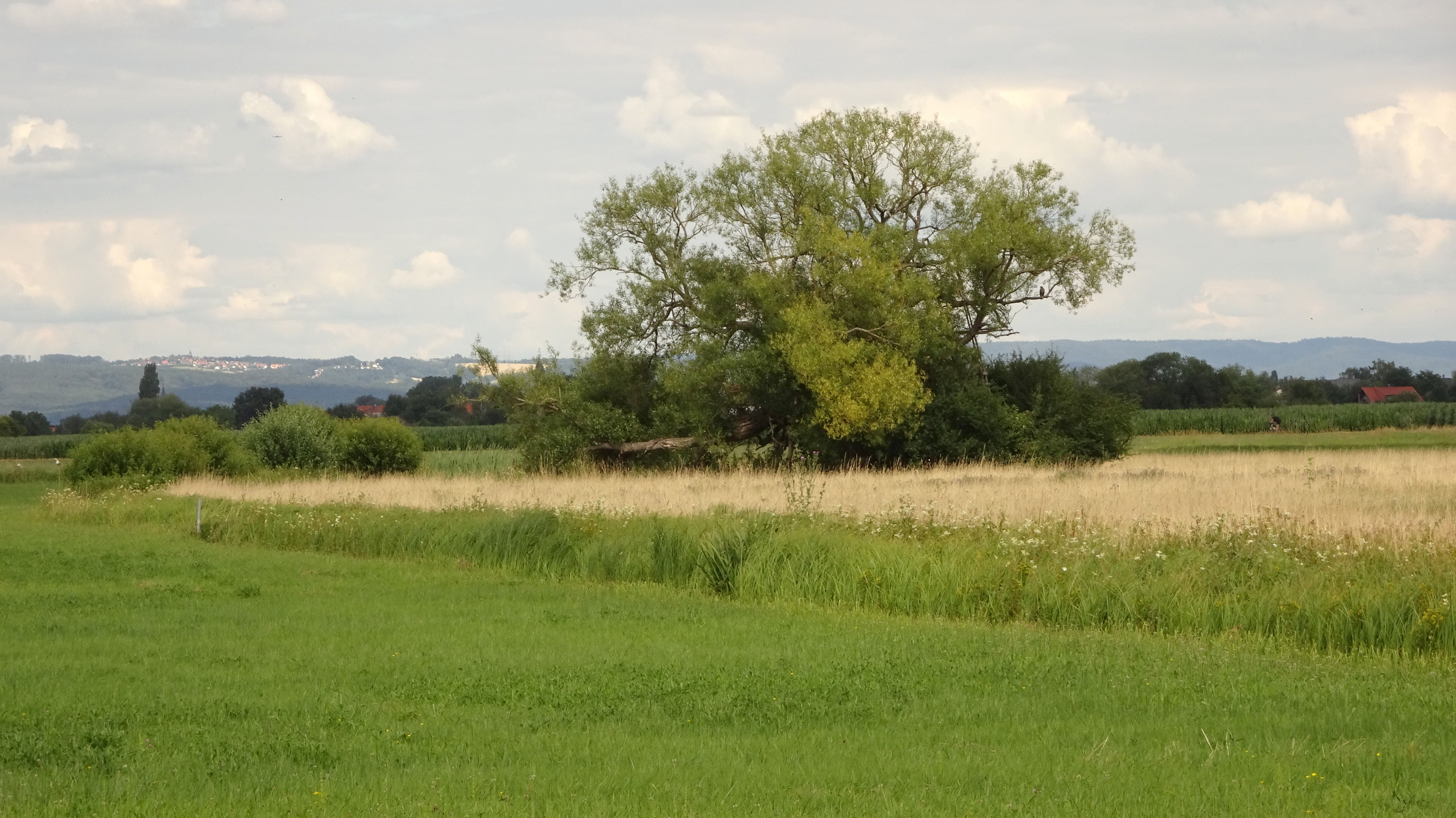
Wiesen im NSG „Die kleine Qualle“ (2020)
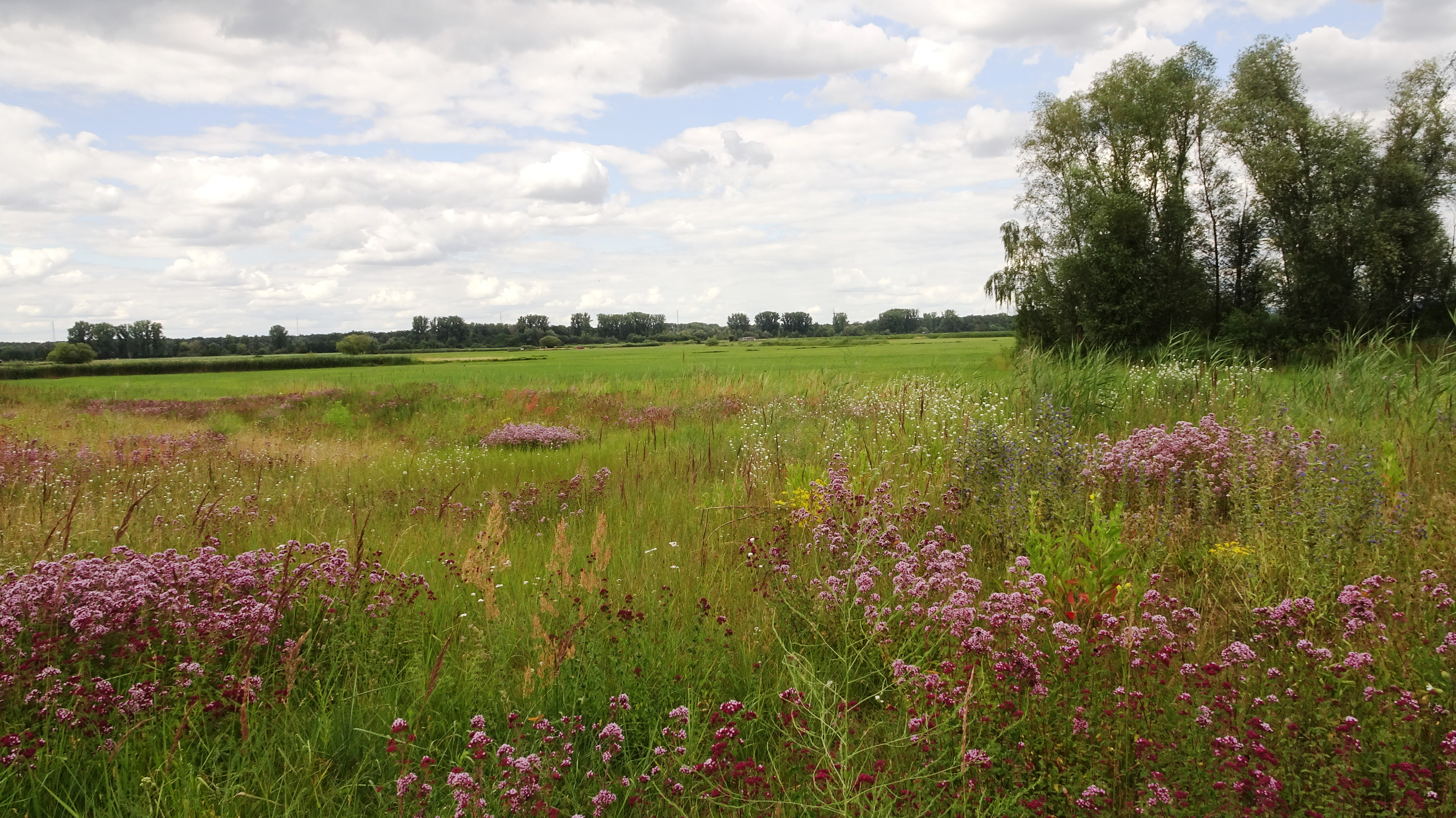
Blick von der Binnendüne im NSG „Auf dem Sand“ auf die Wiesen des NSG „Die kleine Qualle“ (2020)
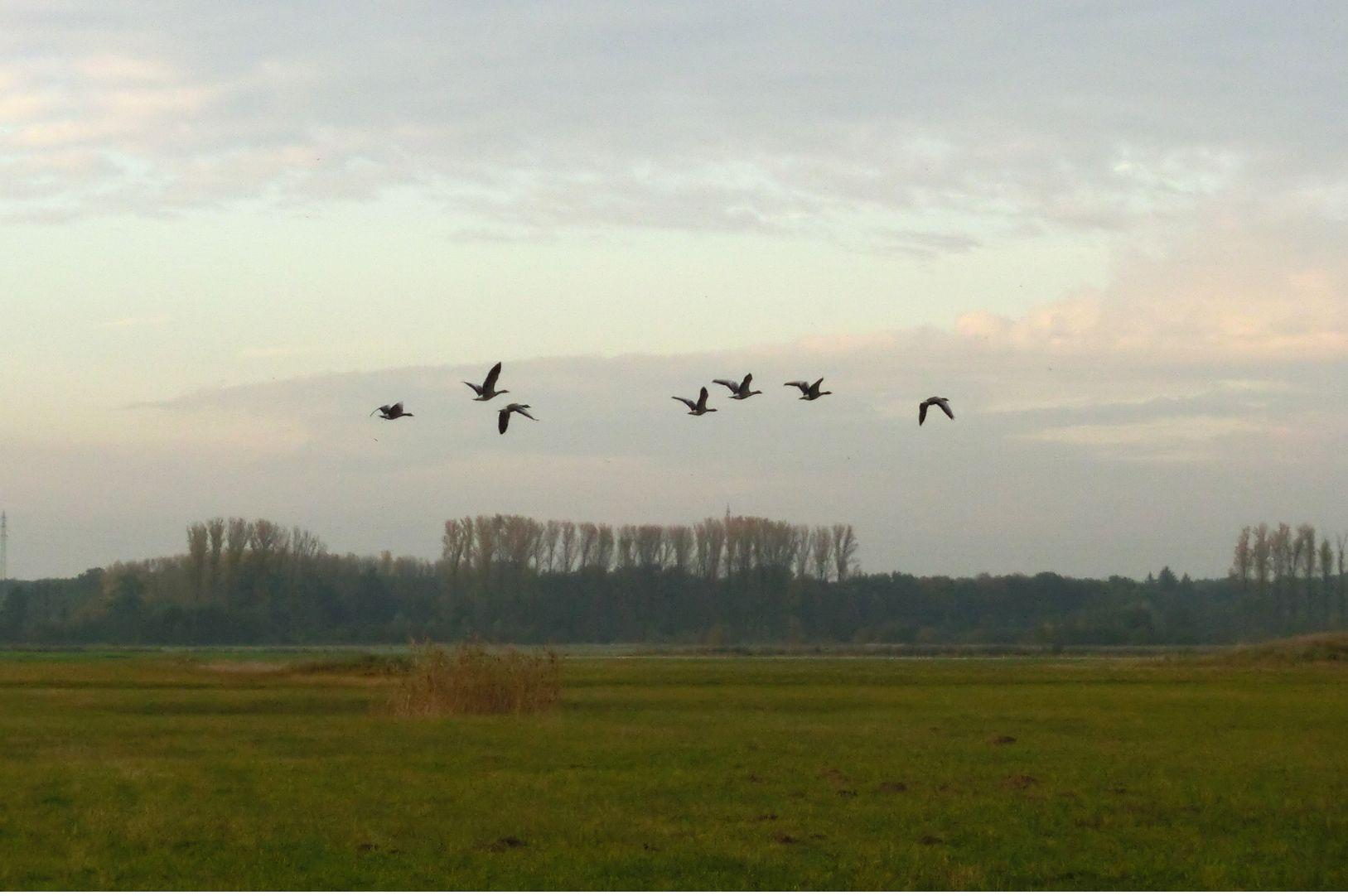
Abend in den Hergershäuser Wiesen, fliegende Graugänse (2011)

Eine BioTopTour des Landkreises Darmstadt-Dieburg führt durch die Hergershäuser Wiesen (Wanderroute 5,5 km, Radroute 12 km).